# Jan van Zijl (glazenier)
Jan Hendricksz. van Zijl (16e eeuw) was een glazenier werkzaam in de Noord-Nederlandse stad Utrecht.

## Biografische aantekeningen
De Utrechtse glazenier Van Zijl is waarschijnlijk de ontwerper van een in 1556 vervaardigd gebrandschilderd glas voor de Goudse Sint-Janskerk. Het glas werd geschonken door de landelijke commandeur van de Johannieter Orde, de orde van Sint-Jan, Wouter van Bylaer uit Utrecht. Op 24 mei 1556 kreeg Jan van Zijl Hendrickz. 24 carolus guldens als voorschot van de Goudse kerkmeesters voor het maken van dit glas. Het betreft de voorstelling van "Johannes bestraft Herodes". Dit glas maakt deel uit van de zogenaamde Goudse glazen. Van Zijl was waarschijnlijk zowel de ontwerper als de plaatser van het glas. Mogelijk heeft Van Zijl ook al eerder in de periode 1521-1551 glazen voor de Sint-Janskerk gemaakt, die bij de brand van 1552 verloren zijn gegaan. In het Museum Catharijneconvent bevindt zich een ruitje met een afbeelding van een rijke oude man, die eten uitdeelt aan een lamme bedelaar en aan een vrouw. Op het ruitje staat hetzelfde devies "Moderato durant" als op het glas in de Sint-Janskerk. Ook dit werk zou gemaakt kunnen zijn door Van Zijl. Van Zijl was in zijn tijd een beroemd glasschilder, hij was de stichter van een "belangrijke dynastie van glasschilders". Van Zijl wordt voor het laatst vermeld in 1567.